# Гетто в Ясло
Гетто в Ясло — еврейское гетто, созданное нацистами в период оккупации Польши во время Второй мировой войны в городе Ясло. Существовало с 1941 года по 18 августа 1942 года.

## История
Нацисты оккупировали Ясло 8 сентября 1939 года. Практически сразу началась кампания террора против местного еврейского населения. Евреев избивали, принуждали к работам, грабили их дома и магазины. В конце сентября 1939 года, в Йом-кипур, оккупанты взорвали городскую синагогу. В декабре 1939 в Ясло из Западной Польши прибыло несколько сотен еврейских беженцев. В конце 1939 года евреев Ясло обязали носить нарукавную повязку со Звездой Давида. Им было запрещено выходить на центральные улицы города, а полякам — посещать дома евреев. Позже нацисты приказали организовать в Ясло юденрат. Его главой назначили Яакова Гольдштейна.
Главной задачей юденрата было обеспечение оккупационного режима рабочей силой. В мае 1940 года юденрат не смог обеспечить необходимое количество рабочих, в результате чего гестапо арестовало 150 евреев и держало их в течение двух дней без воды. 25 мая 194 года для всех евреев Ясло был введён комендантский час.

## Гетто
В конце 1941 года евреев Ясло заставили в переселиться в район старого рынка на улицы Тарговица, Струма и Щайновского, там оккупанты устроили гетто. Оно было огорожено колючей проволокой с одними открытыми воротами. Это был достаточно бедный район с плохой инфраструктурой. Согласно переписи, проведенной в январе 1942 года, в гетто Ясло проживало 2300 евреев. Количество узников постоянно увеличивалось из-за беженцев, прибывавших из соседних деревень и посёлков. Позже гетто стало закрытым. Покинуть его можно было только по специальному разрешению. В гетто начался голод.
С 1942 года узники гетто для того, чтобы выжить стремились получить работу или разрешение на неё. Это считалось своего рода страховкой от депортации или расстрела. Гестапо разрешило открыть ремесленное училище, где обучали профессиям портного и сапожника. Однако это не помогло. В начале июля 1942 года 150 евреев, в основном детей и женщин, чьих мужей перед этим депортировали в трудовой лагерь во Фрыштаке, нацисты расстреляли в лесу. 13 июля оккупанты возле деревни Барвинек расстреляли около 500 евреев из Дуклы, Рыманува и Ясло.

## Ликвидация гетто
Гетто в Ясло было ликвидировано 18 августа 1942 года. Нацисты приказали собраться всем узникам в этот день на площади Тарговица в 6 часов утра. Гетто окружили подразделения полиции. Они же прочесывали территорию гетто в поисках скрывающихся евреев, которых расстреливали на месте. Собравшимся на площади приказали сдать всё имущество. Около 200 молодых мужчин и женщин были отобраны для того, чтобы позже очищать гетто. Старых и больных вывезли на грузовиках в лес рядом с селом Вязица и там расстреляли. Остальных узников гетто в Ясло 19—20 августа 1942 на поезду вывезли в лагерь смерти в Белжеце.